# Beatriz Moisset
Beatriz Moisset (1934, Argentina-18 de octubre de 2022, condado de Montgomery, Pensilvania) fue una entomóloga argentina especializada en polinizadores. Obtuvo un doctorado en biología y zoología en la Universidad Nacional de Córdoba.

## Biografía
De profesión bióloga, su trabajo de investigación consistía en estudios sobre catecolaminas y endorfinas cerebrales, para lo cual utilizó ratones de laboratorio como sujetos. Luego de jubilarse, cambio su interés de investigación hacia los polinizadores, "Me dio la oportunidad de disfrutar del aire libre y de mi formación artística como pintor y fotógrafo."   
Incursionó también en la escritura, pintura y fotografía. Su catálogo fotográfico se puede encontrar en Commons,en su actividades de escritura, mantenía un blog llamado Pollinators en la plataforma Blogspot.   

## Obras
- Conceptos básicos de las abejas: una introducción a nuestras abejas nativas.[5][6]
- Una guía para principiantes sobre polinizadores y otros visitantes de flores.[7]
- Pequeñas historias de la red de la vida: recuerdos, pensamientos y más.[8]